# 5249 Гіза
5249 Ґіза (5249 Giza) — астероїд головного поясу, відкритий 18 квітня 1983 року.
Тіссеранів параметр щодо Юпітера — 3,185.